# Angelica razulii
Angelica razulii es una especie de plantas de la familia de las umbelíferas, nativa de los Pirineos.

## Características
A. razulii es una hierba perennifolia aunque por lo general sólo florece una vez (monocárpica), robusta, con tallos de hasta de 1 m o más, fistulosos, ramosos, estriados, glabros en la base y pilosos en la parte superior, sin restos fibrosos en la base; las hojas 2(3) son pinnatisectas, con divisiones de último orden lanceoladas u ovado-lanceoladas, serradas, mucronadas, de 2-10 por 0'5-2'5 cm; umbelas compuestas con 1-4 brácteas lineares y 30-80 radios, pilosos; umbélulas con 2-16 bractéolas lineares y caedizas; flores con sépalos minúsculos o nulos y pétalos blancos; el fruto de 5-7 mm con las costillas laterales prolongadas en ala.
Cabe destacar a variabilidad que se observa en la anchura de los segmentos foliares entre individuos de la misma población.
Se distingue de A. sylvestris por el pecíolo foliar de sección cilíndrica, no canaliculado, los segmentos foliares más estrechos, sin peciólulo, por los radios de la umbela que son muy desiguales y por los frutos que son más grandes y con las alas de la misma o menor anchura que el mericarpo y no onduladas. 

## Hábitat
Se encuentra en comunidades megafórbiicas, en claros forestales frescos, a orillas de barrancos e ibones. Aparece tanto en calizas como en granitos aunque probablemente se trata siempre de suelos acidificados. En alturas de ( 1000 ) 1400	- 1700 ( 2000 ) metros.

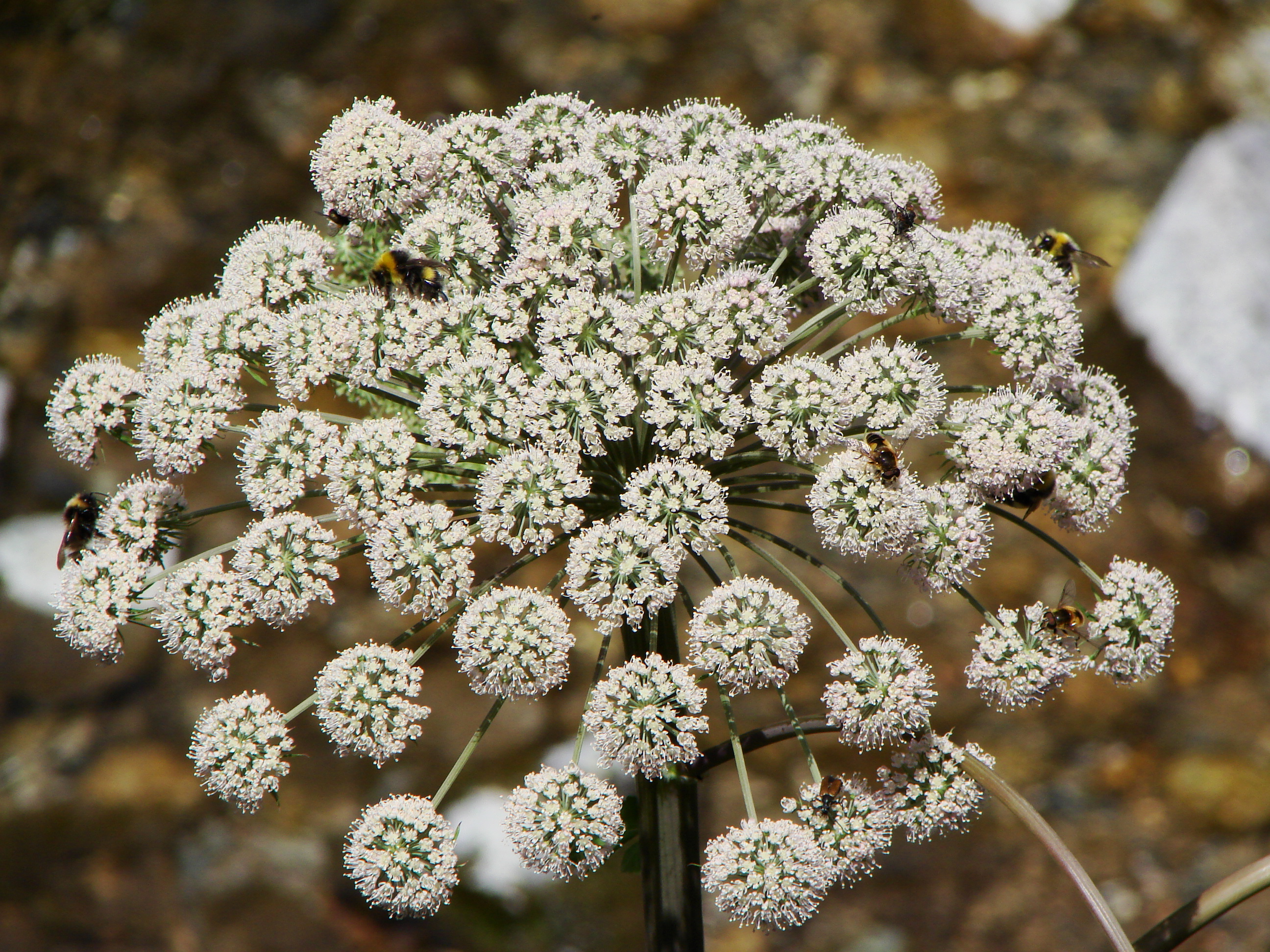
Flores en umbelas

## Distribución
Es endémica de los Pirineos donde vive en los altos valles del Pirineo oriental y central de donde salta, en puntos muy aislados, a Navarra y Montes Cantábricos. Del Pirineo oscense se conoce en los Valles de Benasque, Gistaín, Bielsa, Ordesa, Bujaruelo y Panticosa. 

## Taxonomía
Angelica razulii fue descrita por Gouan ex Avé-Lall. y publicado en Illustrationes et Observationes Botanicae 13. 1773. 

Angelica razulii descrita por All. en 1785 es la Angelica sylvestris de L.
Citología
Número de cromosomas de Angelica razulii (Fam. Umbelliferae) y táxones infraespecíficos: n=22.
|}
Etimología
Ver: Angelica
Sinonimia
- Angelica diversicolor Dulac
- Angelica ebulifolia Lapeyr.
- Angelica montana sensu Schleich.
- Angelica tournefortiana Cusson ex Steud.
- Imperatoria razoulii Schult.
- Razulia alpina Rafin.
- Selinum razulii (Gouan) Link[3][5]

## Nombres comunes
- Castellano: imperatoria de los Pirineos, saxifagia, sebuda.[3]